# Summa technologiae
Summa technologiae – jedna z pierwszych książek zawierających eseje filozoficzne Stanisława Lema. 
Książka po raz pierwszy wydana nakładem Wydawnictwa Literackiego w roku 1964. Jej tytuł nawiązuje do dzieła świętego Tomasza z Akwinu Summa theologiae.
W dziele tym autor stara się zmierzyć z problemami, czasami wcale nie tak odległej, przyszłości, a z punktu widzenia teraźniejszości, z problemami nader aktualnymi. Podstawowym zagadnieniem jakim zajmuje się Lem w książce, są problemy cywilizacji pozbawionej ograniczeń – zarówno technologicznych, jak i materialnych. Autor spogląda także na etyczne i filozoficzne konsekwencje przyszłych technologii.
Dzieło wydane zostało w 1964 roku i z tego powodu obecne są w nim pewne nieścisłości w niektórych dziedzinach (np. matematyce, biologii, socjologii). Niektóre tematy poruszane wtedy przez autora leżały całkowicie w dziedzinie fantastyki naukowej, a obecnie stały się tematami ważnymi i aktualnymi, jak: rzeczywistość wirtualna, nanotechnologia czy sztuczna inteligencja.

## Spis treści
Książka podzielona jest na osiem rozdziałów, każdy traktujący wnikliwie o implikacjach konkretnego założenia.
I. Dylematy (pisane w 1961 roku)
Lem zaczyna od zaprezentowania jego spojrzenia na prognozowanie przyszłości i motywacji do napisania tej książki.
II. Dwie ewolucje
Rozdział traktuje o podobieństwach pomiędzy różnymi typami ewolucji: biologicznej, technologicznej i socjalnej.
III. Cywilizacje kosmiczne
Przegląd współczesnych (wobec książki) wysiłków i teorii programu SETI, razem z ich rzeczową krytyką.
IV. Intelektronika
Słowo to, wymyślone przez Lema, mówi o wszystkim - nadejdzie dzień, kiedy inteligencja maszyn zacznie dorównywać lub przewyższać ludzką. Co więcej, problemy stojące przed ludzkością mogą przewyższyć możliwości intelektualne badaczy z krwi i kości. Czego powinniśmy się spodziewać (lub obawiać) w takiej przyszłości?
V. Prolegomena wszechmocy
Ewolucja technologiczna daje nam więcej i więcej możliwości - w rzeczywistości, w przyszłości, powinniśmy się stać wszechmocni! Albo i nie?
VI. Fantomologia
Kolejny termin wymyślony przez Lema. Ludzka percepcja jest ograniczona przez biologię - więc może będziemy mogli osiągnąć wszechmoc w sposób imitowany? Nawet w tym przypadku Lem odnajduje wiele zaskakujących problemów. To co Lem nazywa fantomologią obecnie jest znane jako rzeczywistość wirtualna.
VII. Stwarzanie światów
Załóżmy, że zamiast trudnych i bolesnych badań będziemy mogli wyhodować nowe informacje z istniejących w sposób zautomatyzowany? Zaczynając od tego pytania, Lem rozwija swój koncept, aż do stwarzania nowych Wszechświatów. Nie wyłączając możliwości istnienia w nich nieba/piekła/życia po śmierci.
VIII. Paszkwil na ewolucję
Ewolucja biologiczna wykonała raczej marną pracę konstruując ludzi i inne zwierzęta. Czy inżynierowie mogliby być lepsi?
W wydaniu czwartym, rozszerzonym z 1984 ukazał się dodatkowo esej: Posłowie. Dwadzieścia lat później.
Rozważania o problemach poruszonych wcześniej w Summie... znajdują się również w zbiorach: Tajemnica chińskiego pokoju (1996), Bomba megabitowa (1999), Okamgnienie (2000) oraz Dylematy (2003).

## Autor o swym dziele
Stanisław Lem uważał Summę... za swoje najbardziej udane dzieło dyskursywne. Poświęcił mu m.in. eseje wydane w zbiorach Rozprawy i szkice (1975) oraz Mój pogląd na literaturę (2003), gdzie ukazał się esej Trzydzieści lat później. 